# Aphalacrosoma sichuanense
Aphalacrosoma sichuanense är en tvåvingeart som först beskrevs av Yang och Saigusa 1999.  Aphalacrosoma sichuanense ingår i släktet Aphalacrosoma och familjen styltflugor.
Artens utbredningsområde är Sichuan (Kina). Inga underarter finns listade i Catalogue of Life.